# Dial H for Hero
Dial H for Hero è un fumetto pubblicato dalla DC Comics a proposito di un misterioso quadrante telefonico che permette a persone ordinarie di diventare dei supereroi per un breve periodo, selezionando le lettere H-E-R-O in quest'ordine. Ogni volta che viene utilizzato, il numero fornisce alla persona un'identità da supereroe con un nuovo nome, un nuovo costume e potere. Questi supereroi, spesso, sono nuovi e in un'occasione la persona che fece il numero ottenne dei super poteri identici a quelli di Plastic Man. Alcune versioni del numero contennero delle lettere aggiuntive, permettendo altri tipi di trasformazione.

## Serie originale
La serie originale debuttò in House of Mystery n. 156 (gennaio 1966) e continuò fino al n. 173 (marzo-aprile 1968). I disegni furono di Jim Mooney (anche se non rimase fino alla fine della serie), con testi di Dave Wood. Il proprietario originale del quadrante era Robert "Robby" Reed, un adolescente in gamba di Littleville, in Colorado, che viveva con suo nonno "Gramps" Reed e la loro governante, la Signora Millie. Avendo un'inclinazione per l'esclamazione "Sockamagee!", Robby scoprì il quadrante in una caverna, e riassemblandolo in un telefono, il dispositivo era removibile e coperto di strani simboli (che Robby riuscì a tradurre con lettere moderne). Nella miniserie "Silver Age" di Mark Waid, si scoprì che i simboli del quadrante erano in Interlac, suggerendo almeno una connessione tra la Legione dei Super-Eroi di fine XXXI secolo e la costruzione del quadrante.
Come il quadrante finì nella caverna o chi lo costruì non si sa. Ogni volta che crea la parola H-E-R-O, Robby si ritrova trasformato in un essere super potente; digitando poi O-R-E-H ritorna alla sua forma originale. Sotto la guida di numerosi supereroi, Robby presto utilizzò il quadrante per proteggere Littleville.
Una volta il quadrante-H di Robby fu utilizzato dal suo nemico, Daffy Dagan, che in House of Mystery n. 158 (aprile 1966) divenne un super criminale noto come Daffy il Grande, dopo aver digitato la parola V-I-L-L-A-I-N (dall'inglese, criminale). In House of Mystery n. 169 (settembre 1967), la ragazza di Robby, Suzie, utilizzò il quadrante digitando la parola H-E-R-O-I-N-E e tramutandosi temporaneamente in Gem Girl, che aiutò Robby a sconfiggere Toymaster. Alla fine della storia, Suzie ricevette un colpo alla testa che le fece dimenticare il segreto del dispositivo.
Dopo la cessazione della serie in House of Mystery, Robby comparve in Plastic Man n. 13 (giugno-luglio 1976). Ricoverato a causa di un attacco di amnesia, Robby ritrovò il suo quadrante, che trovò corroso dalla ruggine. La corrosione fece sì che Robby si trasformasse in una versione malvagia di Plastic Man, e attaccasse il supereroe, che dopo aver sconfitto il ragazzo e averlo riportato alla normalità confiscò il quadrante per l'utilizzo irresponsabile. Non fu mai spiegato come Robby ne sia tornato in possesso nelle storie successive.
Durante i cross-over presenti nella Silver Age, Robby incontrò il suo co-protagonista in House of Mystery, J'onn J'onzz, Martian Manhunter, in Silver Age: Dial H for Hero n. 1. Credendo che lui - e il resto della Justice League - divenne cattivo, Robby si trasformò in un supereroe per fermarlo. In realtà, Martian Manhunter subì uno scambio di menti con Dottor Light (anche gli altri Leaguers finirono sotto lo stesso scambio mentale, ma quelle mostrati erano solo illusioni di Light). Successivamente, in Silver Age 80-Page Giant n. 1 (luglio 2000), Robby prestò alla League (ora tornata alla normalità) il suo quadrante, permettendo a molti dei membri di trasformarsi in nuovi supereroi e sconfiggere la Lega dell'ingiustizia di Agamemno all'epoca in cui i criminali seppero come sconfiggere gli eroi con i loro tipici poteri. Le loro rispettive identità furono:
- Superman divenne Doc Fission
- Batman divenne Minuteman
- Flash divenne Marionette
- Atomo divenne Mod-Man
- Black Canary divenne Miss Fortune
- Aquaman divenne Terra-Firma
- Freccia Verde divenne Poltergeist
- Martian Manhunter divenne Go-Go

## Serie del 1980
La seconda serie di Dial H for Hero debuttò negli anni ottanta, in un inserto speciale presente in Legione dei Super-Eroi n. 272 (febbraio 1981), per poi divenire protagonista di Adventure Comics dal n. 479 al n. 490 e continuò su New Adventures of Superboy dal n. 28 al n. 49; i nuovi protagonisti, una coppia, comparvero al fianco di Superman in DC Comics Presents n. 44. Una nuova particolarità di questa serie fu che i lettori potevano richiedere un supereroe o un super criminale, che sarebbero poi stati utilizzati nelle storie. Ai proponitori furono dati crediti per le loro creazioni (e una maglietta con il logo della serie), ma i personaggi divennero di proprietà della DC Comics. Lo scrittore e l'artista originali della serie furono Marv Wolfman e Carmine Infantino.
In questa serie, altri due quadranti furono scoperti dai giovani Christopher "Chris" King e Victoria "Vicki" Grant della città di Fairfax nel New England in una casa "stregata". Questi quadranti - mascherati da orologio e collana - avevano solo le lettere H-E-R-O su di loro, e funzionavano solo per un'ora, dopodiché smettevano di funzionare per un'altra ora. King e Grant cominciarono a proteggere Fairfax da una varietà di minacce. A loro sconosciuto, la maggior parte dei criminali furono creati da un misterioso criminale di noto solo come Il Maestro (ossessionato con i quadranti-H per motivi sconosciuti per la maggior parte della serie) che li creò da campioni di cellule di persone sconosciute.
Mentre chiunque poteva utilizzare i quadranti-H di Chris e Vicki, questi trasformavano chiunque in un supereroe, fosse buono o cattivo; anche Il Maestro fu brevemente una brava persona. Questo fatto fu ignorato nelle storie successive. In un'occasione, l'alter ego di Chris sopraffece la personalità eroica di Chris; come "Ragnarok, il Vichingo Cosmico", non possedeva alcuna consapevolezza dei ricordi di Chris King e agì a dispetto della proprietà e della sicurezza altrui, finendo addirittura a minacciare gli agenti di polizia e schiacciare Vicki (nella persona della supereroina in miniatura "Pixie") quanto tentò di farlo ragionare, ma fallendo e non venendo riconosciuta come alleata. Da un lato, era una questione di contesa con Chris quando cominciò per la prima volta ad utilizzare il quadrante mentre Vicki cambiava in supereroine che potevano duplicare le cose e così, lui, cominciò definitivamente a lamentarsi delle sue abilità inutili. Infatti, fu in quel numero che Vicki decise di mostrare a Chris come pensare "fuori dall'ordinario" e utilizzare temporaneamente i suoi doni creativamente così da renderli utili, al cui punto Chris aiutò a sconfiggere il cattivo di quel numero. Una volta che la lezione fu imparata, il supereroe Chris cambiò diventando più essenziale alla situazione, ma non fu data nessuna spiegazione sul perché del cambiamento.
Infine Chris e Vicki scoprirono che il loro compagno studente Nick Stevens disegnava supereroi come passatempo - e in qualche modo, il quadrante li trasformò proprio in quegli eroi. Con l'aiuto di Nick, scoprirono che i loro quadranti furono creati da un essere chiamato Il Mago (da non confondere con il criminale DC omonimo), che il Maestro pensava di aver ucciso anni prima. In verità, Il Mago falsificò la sua morte mentre sorvegliava il vecchio quadrante-H. Con esso si fuse al Maestro - e si trasformò in Robby Reed, che spiegò che anni prima, utilizzò il quadrante per dividersi in due (digitando la parola S-P-L-I-T) così da poter disarmare un dispositivo vigilante, mentre il suo altro sé, il Mago, sconfisse il criminale che lo costruì. Tuttavia, il Mago si portò dietro tutta la bontà di Robby, mentre il Robby che rimase possedette solo impulsi malvagi; il quadrante-H originale fu perso quando questo Robby, rinominatosi Il Maestro digitò "H-I-D-E Y-O-U-R-S-E-L-F" (dall'inglese, nasconditi), facendo sì che il quadrante svanisse insieme ai ricordi del Maestro e del Mago e della loro vita precedente come Robby Reed. Mentre il Maestro imparò le tecniche genetiche che gli permisero di creare la sua armata di super criminali, il Mago fu portato a creare i nuovi quadranti-H, inconsciamente designando dei limiti per prevenire ciò che accadde a Robby (solo identità eroiche, tempo limitato, e l'esclusione di altre lettere a parte H-E-R-O; l'ultima, tuttavia, non prevenne che Chris sperimentasse in un'occasione di digitare la parola H-O-R-R-O-R", con risultati disastrosi). Con Nick a sviluppare l'abilità di influenzare attivamente i risultati del quadrante (piuttosto che inconsciamente come prima), Robby passò il suo quadrante a Nick, e si ritirò dalla vita di supereroe.
In New Teen Titans n. 45 (giugno 1988) fu rivelata la storia di Chris e Victoria dopo la fine della serie. Dopo che i due ragazzi si diplomarono, scoprirono di aver ottenuto l'abilità di trasformarsi senza bisogno dei quadranti - probabilmente a causa del loro utilizzo costante - e come effetto collaterale Vicki cominciò a soffrire di problemi mentali. Vicki si unì più avanti ad un culto chiamato Figli del Sole, dove fu abusata fisicamente e mentalmente, mettendola ancora di più in pericolo. Andò così in cerca di Chris perché la uccidesse. Con l'aiuto dei Teen Titans Chris la salvò (in New Teen Titans n. 46). Chris ora si trovò a cambiare in un diverso supereroe ogni ora, senza quadrante, e vi rimaneva finché non spendeva un'indefinita quantità di energia. Decise di continuare la sua carriera di eroe, utilizzando una tuta fornitagli dai Laboratori S.T.A.R. per monitorare i suoi cambiamenti.
In Superboy and the Ravers n. 5 (gennaio 1977), Hero Cruz trovò il quadrante-H di Vicki nella tana di Scavenger e lo utilizzò per ottenere dei super poteri. Una Vicki ancora danneggiata tornò in Superboy and the Ravers n. 13 (settembre 1997) per riprendere il suo quadrante da Hero, ma riottenne la sua sanità mentale solo una volta che lo utilizzò. L'ultima volta che la si vide fu affidata alle cure delle Forze, una famiglia di metaumani.

## Serie del 2003
La DC rilanciò di nuovo la serie nel 2003, questa volta chiamandola semplicemente H.E.R.O.. Questa nuova serie, scritta da Will Pfeiffer con illustrazioni di Kano, si concentrò sugli effetti del quadrante-H su una serie di persone comuni, le cui vite erano solitamente guastate dalla pressione del supereroismo. Robby Reed, ora cresciuto cattivo e amareggiato, stava cercando il quadrante scomparso, determinato a ritrovarlo e tenerlo al sicuro da un serial killer. Questa serie durò 22 numeri, e alla fine i poteri del quadrante-H finirono per essere internati nel corpo di Robby Reed e alcune altre persone che incontrò dopo che il serial killer che lo stava utilizzando venne fermato. Il quadrante-H finì per essere mandato indietro nel tempo al 50000 a.C., e Superman comparve in una di queste storie.

## Serie del 2012
Il 12 gennaio 2012, la DC annunciò che l'autore China Miéville avrebbe scritto una nuova versione della serie come parte di The New 52. L'opera fa parte della "seconda ondata" (o Second Wave in originale) di titoli della linea editoriale The New 52.. Si tratta di una serie regolare dal titolo Dial H e conta 16 albi (numerazione da 0 a 15), l'ultimo numero viene distribuito con data di copertina ottobre 2013. Tutte le copertine sono realizzate dal pluripremiato artista Brian Bolland, celebre per aver realizzato i disegni delle graphic novel Camelot 3000 e The Killing Joke. Nel corso degli anni si è specializzato nella realizzazione di cover, tra le più celebri quelle per la serie Animal Man post-Crisis (ovvero pubblicata dopo il 1986) e The Invisibles, entrambe hanno avuto Grant Morrison come scrittore.
La serie Dial H ebbe come nuovo protagonista Nelson Jent, un giovane uomo fuori forma che viveva a Littleford, e che perse sia il lavoro che la ragazza. Trovò difficile seguire i consigli riguardo alla sua salute datigli dall'amico Darren Hirsch poiché Nelson ebbe già un infarto una volta. Quando tentl di seguire Darren per scusarsi di qualcosa che non intendeva dirgli, lo trovò sotto l'attacco di alcuni malviventi. Sbuffando e sibilando, Nelson non poté fare molto per fermare gli aggressori dal picchiare e prendere a calci il suo amico. Dimenticatosi del telefono cellulare, Nelson cercò una cabina telefonica e cominciò a fare numeri a caso: d'improvviso una luce accecante lo invase, e Nelson scomparve. Al suo posto c'era un supereroe alto e snello di nome Boy Chimney che Nelson controllò per fermare i delinquenti e portare Darren all'ospedale. Quando Nelson fece visita a Darren all'ospedale, venne a sapere che gli aggressori lavoravano per un signore della droga di nome Vernon Boyne. Nelson visitò la strana cabina telefonica e cominciò a fare numeri a caso, e questa volta si trasformò in Capitan Lachrymose. Capita Lachrymose si oppose a Vernon Boyne, che sopraffatto dai poteri dell'eroe divenne estremamente triste finché una donna anziana non venne a consolarlo. Prima di andarsene, Capitan Lachrymose avvertì Boyne di lasciare stare Darren. Dopo che l'eroe se ne fu andato, Verne chiamò i suoi superiori e li informò dell'accaduto. Successivamente, Nelson ritornò alla cabina telefonica e capì come potersi trasformare in un eroe diverso ogni volta.
Per giorni, Nelson utilizzò la misteriosa cabina telefonica per divenire tanti eroi a caso ogni volta che digitava la parola H-E-R-O. Combatté il crimine come Doppio Bluff, Hole Punch e Rancind Ninja, alcuni furono più utili di altri. Ma sempre dopo un periodo di tempo, doveva riprendere le sue sembianze normali, e si sentiva sempre più scomodo nella pelle di uomo di mezza età e in sovrappeso. Dopo aver visitato Darren in ospedale, Nelson venne a sapere che gli uomini di Boyne avevano rilasciato una malattia che mandava le persone in coma. Il capo di Vernon stava assumendo un sacco di persone per aiutare la diffusione criminale dato che molti dei suoi uomini furono fermati da diversi supereroi. Seguendo la pista fornitagli da Darren che uno degli uomini di Vernon stava per andare a derubare una delle vittime della malattia, Nelson si diresse verso la cabina telefonica e si trasformò nel supereroe a tema informatico Control+Alt+Delete. Quando Control+Alt+Delete andò ad indagare nella casa di una delle vittime, fu attaccato da una donna incappucciata che gli ruppe il monitor da computer. Questo fece sì che Control+Alt+Delete subisse un riavvolgimento degli eventi che vide la riparazione del suo schermo e la ritirata della sua avversaria. Il capo di Vernon Boyle, Ex Nihilo, una donna, venne a sapere che la donna aveva incontrato Control+Alt+Delete in uno degli appartamenti. Avendo udito tutto, uno dei prigionieri di Ex Nihilo, Squid, evase dalla sua gabbia e decise di aiutare Nihilo per principio, nonostante il grande disdegno nei confronti del suo "catturatore". Quando Nelson si domandò quale potesse essere la sua prossima mossa, Squid si infiltrò nell'ospedale e uccise Darren. Avvertendo che qualcosa non andava, Nelson si infilò nella cabina e divenne Iron Snail. Dopo essere arrivato all'ospedale, Nelson finì per battersi con lui, ma sentendo che i suoi poteri stavano fallendo fuggì in un taxi come Nelson. Nel frattempo, Squid ritornò all'ospedale e pagò una visita alla Dr. Wald (l'alter ego di Ex Nihilo), dopo aver sentito per telefono da Vernon Boyle che Nelson fuggì in un taxi. Squid spiegò che l'uomo lumaca non era affatto ciò che sembrava, così Nihilo fece sì che Boyle lo seguisse. Prima di andarsene, Squid avvertì che ciò che induceva il coma stava per tornare e che lui ne necessitava per tornare. Quando Nelson arrivò alla cabina telefonica, ebbe un altro incontro con la donna in costume che affermò di aver frainteso le sue intenzioni quando lo incontrò la prima volta e che era a conoscenza del fatto che utilizzava la cabina telefonica per diventare tanti eroi diversi. Prima di potersi esprimersi ancora, decise di fare muovere Nelson da un'altra parte perché entrambi erano stati seguiti.
Gli scagnozzi di Vernon Boyle attaccarono i due, e finirono per crivellare di proiettili la cabina che Nelson utilizzava per trasformarsi. La donna disse a Nelson di rimuovere da lì il quadrante con i numeri poiché non potevano lasciarlo a quegli uomini. La donna incappucciata utilizzò i suoi poteri per tramutare le sue braccia in pompe antincendio per respingere gli assalitori e dare a Nelson il tempo di rimuovere il quadrante dal suo posto originale. Quindi, arrotolò intorno a lui e a sé uno dei suoi pompe antincendio e si lanciarono in aria utilizzando la pressione dell'acqua dagli altri tubi per tenersi in quota. Guardando i due scappare, Vernon Boyle riportò tutto ciò a Ex Nihilo che identificò la donna incappucciata come Manteau. Ex Nihilo decise di volersi appropriare del quadrante-H così da poterlo utilizzare a suo vantaggio. Volando su Littleville, Nelson sospettò che l'uso dei turbini Manteau poteva essere attribuito all'utilizzo del quadrante-H. Giunti alla sua casa, Manteau si presentò con questa identità che lei si diede apposta per non perdersi nelle personalità multiple delle eroine che diventava, e spiegò che anche lui avrebbe dovuto fare lo stesso. Se avesse smesso di ricordarsi che lui era Nelson Jent sotto ogni eroe che diventava, si sarebbe perso. Manteau divenne subito un'altra eroina e rivelò di avere un proprio quadrante-H. Anche se Nelson non poteva utilizzare il quadrante di Manteau mentre lei lo stava utilizzando a sua volta, forse lei poteva aiutarlo a sistemare il suo. La ragazza domandò a Nelson se sapeva chi avesse inventato il telefono, e lui rispose che pensava che fosse stato Alexander Graham Bell, ma Manteau gli rivelò che numerose persone erano state accreditate come inventori del telefono, ma che ognuno di questi si era incontrato con qualcuno a cui si riferirono soltanto come "O". Questo "O" fu indispensabile per lo sviluppo di ogni innovazione di ogni singolo inventore, ma Manteau sospettava che le sue ragioni
erano ben oltre ciò e che era per questo che il telefono veniva utilizzato. L'intera storia del telefono era un sottoprodotto delle ricerche di questo "O" per qualcos'altro. Nelson pregò Manteau di dirgli ogni cosa che sapeva in cambio del suo più grande combattimento: i ricordi di Nelson balenarono alla battaglia con Rake Dragon che fu combattuta da Boy Chimney e il resto della House Team. Nelson ricordò che i ricordi che aveva erano di diversi supereroi che si batterono con diversi super criminali. Confuso, riprese il controllo di sé quando Manteau gli spiegò che il cappuccio e la maschera che indossava non erano un semplice travestimento. La mantenevano in grado di identificarsi, senza badare a ciò che gli dicevano i suoi ricordi. Lei era Manteau, non importava quale eroina fosse. Ex Nihilo e Squid cominciarono a cercare un uomo specifico da inoltrare nel loro organico. Presto Nelson cominciò a frequentare una palestra e cominciò a diventare qualcosa di più che semplicemente in forma. Quando il suo quadrante-H fu sistemato da Manteau che venne a sapere che Ex Nihilo era sulle tracce di Mr. King (il cui fratello era coinvolto in una rapina durante l'ultimo incidente riguardante i quadranti-H), Nelson divenne Baroness Resin poiché Manteau spiegò che era parte della natura del quadrante-H. Quando Baroness Resin e Manteau giunsero all'appartamento di Mr. King, incapparono in Ex Nihilo e Squid mentre osservavano l'arrivo di Abisso.
Si scoprì che fu Ex Nihilo a salvare Squid dal cadere in un mondo mezzo-formato ed effimere realtà al fine di portare Abisso a loro. Ex Nihilo tentò di fondersi con Abisso, ma la cosa non funzionò. Baroness Resin e Manteau cercarono un modo di attaccare Abisso, così Manteau gli lanciò contro una sedia facendolo scomparire. Squid mise Manteau fuori gioco, mentre Baroness Resin regrediva nella sua forma mortale. Mentre Squid portava via Manteau, Ex Nihilo rivelò la sua identità segreta (quella del Dr. Wald) a Nelson, e gli affermò di aver compreso la vera natura della magia da trent'anni cercando invano di portare Abisso da lei. Quindi, Squid spruzzò dell'inchiostro in faccia a Nelson, mentre la Dr. Wald mostrava di avere anche lei un quadrante-H. Dopo che la Dr. Wald e Squid fuggirono, Nelson trovò il modo di sbarazzarsi dell'inchiostro di Squid e cercò di ideare un piano per salvare Manteau dalle grinfie di Ex Nihilo. Nelson scoprì che Manteau gli aveva lasciato delle istruzioni sul come riparare il suo quadrante-H, e mentre cercava l'appartamento della sua nuova alleata, vide alla TV che Abisso stava attaccando il distretto delle gioiellerie. Nel frattempo, Manteau si svegliò legata ad una barella nel laboratorio di Ex Nihilo dove questa le chiese di dirle cosa sapeva di Abisso, anche se Squid le disse che probabilmente non ne sapeva niente. Ex Nihilo rivolse quindi l'attenzione al quadrante-H di Manteau volendo sapere come funzionava. Nelson guardò la furia distruttrice di Abisso alla TV, ricordando una vecchia citazione: "Guarda a lungo dentro l'abisso, e l'abisso guarderà dentro di te". Improvvisamente, comparve un nuovo eroe di nome Tap-Out che Nelson pensò fosse un'ovvia creazione del quadrante-H. Da dietro di lui, Nelson si spaventò nel sentire la voce di Squid; il criminale gli disse che c'era una parte della citazione che era rimasta fuori: "uno che combatte con i mostri non dovrebbe vedersi diventare lui stesso un mostro". Affermò che l'eroe presente ora sulla scena era uno di quei mostri, e ammise che l'inchiostro che gli spruzzò in faccia non era velenoso e che lo lasciava vivere perché si sentiva in colpa per aver ucciso Darren. Aveva con lui l'indirizzo del luogo di tortura di Manteau, ed era venuto in cerca di aiuto: Abisso lo aveva ferito e Ex Nihilo si era rifiutata di aiutarlo. Tutto ciò che voleva era tornare a casa e, magari, Nelson era la persona che poteva aiutarlo. Squid disse a Nelson che la sua era una razza di pastori e mandriani da nulla in una regione chiamata Unplace (nessun-luogo) finché non incontrarono Abisso. Infine gli raccomandò di fermare Ex Nihilo prima che facesse infuriare Abisso ancora di più. Nelson però gli disse che prima doveva salvare Manteau dagli uomini di Vernon Boyle, e mentre Squid lo aiutava, Vernon gli sparò alle spalle. Nelson mise Vernon k.o. con un martello e liberò Manteau, e lasciò che lei e Squid se la vedessero contro Abisso mentre lei gli urlava contro di unirsi a loro. Abisso mostrò a Ex Nihilo che Squid era con Manteau e Nelson (che ora era nella forma di uno dei suoi eroi), così Ex Nihilo saltò in Abisso per seguirli nella forma di un altro eroe.
In un costume cangiante, Nelson Jent aiutò Squid a salvare Manteau. Non volendo essere controllato da Ex Nihilo, Abisso se ne andò lasciando che se la vedesse da sola contro i tre eroi. Come padrone del nulla tuttavia, aveva il controllo sui fori di nulla che permeavano il corpo di Squid fin dal loro ultimo incontro con Abisso, e lui voleva che Nelson e Manteau fuggissero per poter sistemare i loro quadranti mentre lui si sacrificava. Nelson portò Manteau a casa sua dove si mise al lavoro sul quadrante di Nelson. Mentre Manteau era al lavoro, Nelson andò su Twitter per vedere se c'erano alcune informazioni che potevano portarli ad Abisso. Mentre entrambi lavoravano, Nelson finalmente si presentò per nome, e finalmente la donna si presentò come l'anziana Roxie Hodder. Roxie gli raccontò che negli anni sessanta quando aveva l'età di Nelson, stava lavorando alla sua laurea in telefonia a Boulder. A Boulder, Roxie riuscì a trovare una comunità di artisti chiamata Drop City che successivamente divenne Criss-Cross. Roxie era determinata a combinare la sua conoscenza della telefonia e della scienza con la spiritualità e la filosofia delle comuni. Quando scoprì il suo quadrante, trovò il culmine dei suoi studi. Nel frattempo, Abisso ritornò a Littleford e Ex Nihilo si mosse lasciando Squid in uno stato di semi-morte. Ex Nihilo utilizzò il quadrante-H per diventare Hairbringer che combinò con la sua padronanza del niente e si rese potente. Roxie riparò in fretta il quadrante di Nelson che tuttavia non funzionava del tutto: ogni forma che avrebbe richiamato non sarebbe stata stabile. Roxie decise di utilizzarlo su di sé, ma Nelson disse che toccava a lui. Roxie suggerì di tirare una moneta, ma Nelson le sfilò il dispositivo di mano e digitò la parola magica prima che lei potesse fermarlo. Hairbinger lottò contro Abisso per bandirlo, e tuttavia non era abbastanza forte. Nelson giunse suo luogo del combattimento e utilizzò il quadrante-H diventando Cock-a-Hoop. Cock-a-Hoop ordinò a Roxie di rivolgersi a Squid, probabilmente la creatura sapeva cosa fare. Sfortunatamente, non rimase molto in questo mondo, e i poteri di Cock-a-Hoop erano altamente instabili a causa del quadrante non del tutto riparato. Contro le proteste di Cock-a-Hoop, giunse l'armata degli Stati Uniti e combatté contro Abisso lanciandogli contro dei missili senza alcun risultato: Abisso assorbì semplicemente la luce in piena rabbia. Insoddisfatto, cominciò ad oscurare anche la luce della luna. Nel frattempo, Cock-a-Hoop tentò di tenere a bada i vuoti di Abisso con i suoi Hoola-Hoop. Squid guardò, e spiegò che quando era disorientato, i nulla più piccoli erano più facili da controllare da Hairbinger e che Cock-a-Hoop doveva allearsi con lei per mandare quei nulla ad Abisso. Cock-a-Hoop si alleò con Hairbinger, e i nulla tornarono ad Abisso, e il nulla che mangiava il nulla risultò in qualcosa. La materia si produceva in un luogo nullo, causando pericolose cadute di massi e frane in direzione di Littleville. Nel frattempo, i poteri di Nelson svanirono, e l'uomo tornò alle sue sembianze normali, osservando Hairbinger terminare il lavoro, e trasformando Abisso in pietra. All'improvviso, una strana figura emerse da quel piccolo nulla che rimase di Abisso con un quadrante appiccicato al suo petto. Nelson e Roxie determinarono che questa era la presenza che sentirono prima che giunse Abisso. Il malfunzionamento del quadrante-H di Nelson prevenne che la strana figura lo avvertisse e lo attaccasse, così lui e Manteau fuggirono al suo assalto anche se decise di mettere a posto il quadrante per lei. Con la sconfitta di Abisso, e Ex Nihilo e Squid morti, Nelson e Roxie decisero di tornare a casa preoccupandosi di ciò che sarebbe successo quando i nuovi arrivi avrebbero scoperto che c'era un altro quadrante in loro possesso. Furono lasciati a domandarsi se la nuova figura sarebbe andata alla loro ricerca.
Seguono altre vicende e altri personaggi, come la figura minacciosa che cerca i "Dial", le apparizioni dei "Dial" nelle diverse epoche della storia e in diversi mondi, sette che venerano i "Dial", un agente segreto canadese deviato che cerca (a sua volta) di impadronirsi dei "Dial", un gruppo di possessori di "Dial" provenienti da altre dimensioni, che cercano di rimediare ai problemi che questi misteriosi congegni hanno provocato negli universi e finalmente l'arrivo nel mondo dei costruttori di questi congegni.

## Wonder Comics (dal 2019)
Dal 2019, il titolo Dial H for Hero rientra tra le pubblicazioni distribuite per l'etichetta Wonder Comics, creata da Brian Michael Bendis nel 2018. La serie debutta il 27 marzo 2019 come miniserie di 6 albi, realizzata da Sam Humphries (testi) e Joe Quinones (disegni). Il dispositivo che elargisce abilità speciali rimane un telefono a rotella che dona superpoteri per un'ora a chi compone la parola H-E-R-O. Si trova però in possesso di un nuovo personaggio creato appositamente per la serie, un teenager di nome Miguel. Il protagonista si trova quindi nella stessa fascia di età degli altri eroi dei Wonder Comics, imprint votato a raccontare storie i cui personaggi si trovano in quel momento della vita in cui devono determinare il proprio destino ed affrontare il "mondo reale". Dial H for Hero fa parte della prima ondata di pubblicazioni (o "First Imprint") dell'imprint, insieme a serie quali Young Justice, Naomi e Wonder Twins.

## Altre comparse
Come epilogo della serie dedicata a Grant e King, The New Adventures of Superboy n. 50 presentò una storia in cui l'orologio di Chris King fu rubato dal Museo Spaziale nell'epoca della Legione dei Super-Eroi da un ladro di nome Nylor Truggs, che fuggì nella Smallville degli anni sessanta/inizio anni settanta, casa del Superboy originale, alterando le funzioni del quadrante in una maniera alquanto inspiegabile, permettendogli di viaggiare nel tempo. Truggs riuscì anche ad alterare la restrizione del quadrante di tramutare le persone comuni in identità eroiche, cambiando l'"H" al centro con la "V", per "villain", cioè criminale. Truggs rese il quadrante capace di cambiare in criminali anche altre persone che desiderava lui; coloro trasformati sarebbero stati sotto il suo controllo; Truggs trasformò molti compagni di scuola di Clark Kent, e formò un'alleanza temporanea con Lex Luthor, in un piano che lo vedeva impiantare dei dispositivi sismici nella loro epoca così che Truggs potesse utilizzare quei dispositivi contro la gente del futuro una volta ritornato a casa. Il piano di Truggs fu sventato da Superboy, numerosi membri della Legione, e da Krypto il super cane, che distrusse il quadrante masticandolo. Anche il quadrante-H di Vicki sopravvisse fino all'epoca della Legione - fu previsto di rimpiazzare il quadrante di King nella mostra al museo. Dato che la storia fu pubblicata prima degli eventi di Crisi sulle Terre infinite (che cancellò il Superboy di Terra-Uno dalla continuità) e la successiva versione della storia della Legione dei Super-Eroi, sembra strano che molti elementi di questa storia esistano nella continuità corrente.
In Legionnaires n. 69, Lori Morning utilizzò un quadrante-H che le fu dato da Time Trapper per ottenere dei super poteri, e divenne un membro della Workforce. Lori diede il quadrante a Brainiac 5.1 perché lo usasse contro Rift; il dispositivo rimase distrutto nell'utilizzo. Questa linea temporale fu cancellata dalla revisione della storia Legione.
In una storia di "Un Anno Dopo", il quadrante-H giunse in possesso di Padre Tempo, che sperò di clonare il dispositivo e di creare un'armata di "Justice League in un'unica persona". Tuttavia il dispositivo venne rubato, e Johnny Mimic (l'ex criminale nemico di Lanterna Verde chiamato ad agire da profiler) ingannò Alan Scott facendogli credere di averlo ucciso mentre teneva il dispositivo distruggendolo definitivamente.
Successivamente in The Brave and the Bold n. 9 (febbraio 2008), Robby Reed si alleò con i Metal Men, prestando il quadrante a Stagno per permettergli di trasformarsi in un supereroe più resistente per sconfiggere il mostro evocato dal pericoloso alchimista Megistus. Il quadrante, a causa delle sue abilità trasformanti, aveva una parte aggiuntiva nel piano di Megistus per generare la tempesta che avrebbe portato la kryptonite rossa sulla Terra, deformandolo per proteggerlo dagli eventi di Crisi Finale.
Dial H comparve di nuovo nel n. 27 della stessa serie, questa volta si alleò con Batman. Mentre soggiornava in un hotel di Gotham City, Robby utilizzò il quadrante per vedere il futuro però capendo che qualcosa lo avrebbe ucciso mentre lo utilizzava, così decise di lasciare che venisse rubato da un giovane ragazzo sfortunato di nome Travers Milton. Dopo aver utilizzato il quadrante per trasformarsi in un essere volante simile a Superman di nome Star, Travers aiutò Batman a difendere Gotham dopo che il Joker effettuò una serie di crimini violenti commessi in tutta la città al fine di spezzare Batman. Dopo aver scoperto che l'ultima sfida per Batman era quella di una bomba controllata a distanza piazzata sopra un gruppo legato e imbavagliato di uomini e donne, Travers sacrificò eroicamente la sua vita volando incontro alla bomba esplodente, salvando Batman e gli ostaggi pochissimi secondi prima della detonazione. Dopo di ciò, Batman restituì a Robby il suo quadrante-H che lo rifiutò perché anche se preveniva il suo fato eventuale non voleva che fosse nelle mani di nessun altro che non fosse Batman, che gli disse che il quadrante diede a Travis ciò che aveva sempre voluto; la possibilità di essere un eroe diede a Robby la spinta di fare lo stesso. Non ci fu un'indicazione dell'introduzione di questa storia nella linea temporale personale di Robby Reed.
In JLA: Anoher Nail, il quadrante-H ebbe una breve comparsa quando tutte le epoche si fusero insieme. Si può vedere una mano sfiorarlo.

## Forme eroiche

### Robby Reed
- Giantboy – Un eroe gigante con super forza. Avvelenato fatalmente nella sua seconda comparsa.
- Cometeer – Una "Cometa Umana".
- Mole – Un supereroe che poteva viaggiare sottoterra a super velocità.
- Human Bullet – Un supereroe con volo e super resistenza
- Super Charge – Un supereroe fatto di energia vivente.
- Radar-Sonar Man – Un supereroe poteva volare ed emettere segnali radar/sonar per guidarsi se fosse stato cieco.[18].
- Quake-Master – Un supereroe che rilasciava dell'energia che faceva "scuotere" le cose.
- Squid – Un supereroe che aveva un elmetto che rilasciava dei liquidi. Poteva anche volare grazie ad una slitta speciale.
- Human Starfish – Una stella marina umana con super forza.
- Hypno Man – Un supereroe con abilità di controllo mentale.
- Mighty Moppet - Un eroe simile a un bambino con bottiglie a schizzo che tramutavano i loro obiettivi in bambini o li faceva tornare adulti.
- King Kandy – Un supereroe che aveva armi a tema di caramella.
- Plastic Man – Robby Reed divenne Plastic Man e ne possedeva le abilità allunganti[1].
- Magneto – Un supereroe con poteri di manipolazione magnetica.
- Hornet Man – Un supereroe che poteva volare e che aveva un pungiglione paralizzante su un dito.
- Shadow Man – Un'ombra vivente.
- Mr. Echo – Un supereroe che poteva assorbire e riflettere gli attacchi. Sembrava una spugna con sembianze umane.
- Future-Man – Un supereroe con abilità illusorie e telecinesi.
- Castore e Polluce – supereroi gemelli che potevano volare possedevano la super forza. Polluce era immortale.
- King Coil – Un supereroe fatto di bobine di ferro. Somigliava al giocattolo "Slinky".
- Zip Tide – Un'onda oceanica vivente.
- Super Nova – Un supereroe con abilità di volo, super velocità poteri atomici.
- Robby il Super Robot – Un supereroe che poteva volare, possedeva un limitato controllo molecolare, e super forza.
- Whozit, Whatsit, e Howsit – supereroi da baraccone. Il quadrante fu temporaneamente confuso da un disturbo solare.
  - Whozit – Un supereroe che rimbalzava. Il suo corpo era simile ad una palla di gomma.
  - Whatsit – Un supereroe che volava. Il suo corpo sembrava un aliante.
  - Howzis – Un rozzo robot umanoide, in realtà un flipper vivente con numerosi poteri, attivato tirando e rilasciando il pistone appropriato.
- Yankee Doodle Kid – Un supereroe che poteva volare e creare "fuochi d'artificio".
- Chief Mighty Arrow – Un supereroe che utilizzava armi simili a quelli dei Nativi Americani e che aveva un cavallo volante, "Wingy."
- Balloon Boy – Un tondo supereroe con l'abilità di volo.
- Muscle Man – Un supereroe che poteva emettere raggi d'energia.
- Hoopster – Un supereroe che lanciava cerchi hoola-hoop provvisti di super poteri.
- Mole-Cometeer – Un ibrido metà Mole e metà Cometeer.
- Velocity Kid – Un dispositivo a sirena sul suo petto lo lanciava in aria alla velocità del suono.
- Astro: L'Uomo dello Spazio – Un supereroe con abilità teletrasportanti e altri poteri mentali.
- Baron Buzz-Saw – Un supereroe che indossava seghe circolari sui polsi e sulla cintura. Poteva anche volare.
- Don Juan – Un supereroe con una spada magica. La spada fu rubata da alcune groupies.
- Sphinx Man – Un supereroe con un corpo di pietra, e ali che gli permettevano di volare. Poteva chiedere ad una persona l'"Enigma della Sfinge" e lavittima sarebbe scomparsa nel limbo se non avesse risposto correttamente.
- King Viking – Un supereroe armato di spada con abilità di volo.
- Robby Go-Go – Un artista marziale ballerino di disco music super veloce.
- Whirl-I-Gig - Un essere non umanoide con lame rotanti al posto degli arti.
- Pendulum – Un pendolo umano.
- Human Solar Mirror – Un supereroe che poteva concentrare la luce solare in un raggio offensivo.
- Gillman (eroe, poi criminale) – Respirava sott'acqua e nuotava super veloce.
- Human Icicle (eroe, poi criminale) – Un supereroe che poteva generare il freddo.
- Strata Man (eroe, poi criminale) – Un eroe composto di numerosi strati di sostanze simili alle rocce, ognuna con una proprietà diversa.
- "Tommy Tomorrow" – Un duplicato dell'eroe DC Comics dello spazio dei primi anni sessanta.
- Twilight –[19]
- Pyronic Man –[19]
- "Giant" –[19]
- "Quadruplets" –[19]
- Circumference - Uno strano supereroe con la testa sferica e sfere senza dita al posto delle mani.
- Mago – La metà eroica di Robby Reed. Creato dal quadrante della serie degli anni ottanta, il Mago lo nascose in una casa abbandonata, e fece sorvegliare la casa dagli spettri finché una persona giusta non fosse venuta a reclamarlo.
- Maestro – La metà criminale di Robby Reed. Fu responsabile della creazione della maggior parte dei criminali affrontati da Chris King e Vicki Grant.
- Grande Giove – Un'identità eroica assunta dal Maestro utilizzando il quadrante-H di Chris King. Aveva poteri correlati al pianeta omonimo.

### Suzie Shoemacker
- Gem Girl – La ragazza di Robby digitò H-E-R-O-I-N-E in due diverse occasioni. La prima volta, divenne una supereroina che indossava una varietà di gioielli, e ognuno di essi rilasciava un diverso potere quando veniva toccato.
- Supergirl – La seconda volta che Suzy utilizzò il quadrante, divenne un duplicato della cugina di Superman (tutto ciò fu mostrato in un flashback che ebbe luogo prima che Supergirl giungesse sulla Terra).

### Chris King
- Moth – Un supereroe con abilità di volo.
- Mega Boy – Un supereroe che poteva sparare colpi dalle mani.
- Color Commando – Un supereroe che utilizzò una varietà di armi colorate tutte con effetti diversi.
- Doomster: Maestro del Fulmine Cosmico – Un supereroe che poteva lanciare e cavalcare i fulmini.
- Composite Man – Un supereroe che poteva creare duplicati miniaturizzati di sé.
- Captain Electron – Un supereroe che poteva lanciare colpi distruttivi di elettroni dalle sue mani.
- Mister Mystical: Maestro della Magia – Un supereroe con abilità magiche.
- Star Flare – Descritto da Chris come "il Missile Umano" e "il più grande eroe dopo Superman". Questa identità permise a Chris di volare e di portare con sé una spada stellare.
- Solar Flare – Un supereroe con l'abilità di volare e del pugno potente (anche se Chris fu mostrato mentre utilizzava solo quest'ultimo).
- Wrangler – Un "cowboy cosmico" che Chris diventò per sconfiggere Battering Ram.
- Goldman – Un supereroe volante che creava costrutti "d'oro". Partner di Goldgirl.
- Sixth Sensor – Un supereroe che leggeva nel pensiero.
- Volcano – Un supereroe con poteri di controllo sulla Terra, più che altro sulla lava.
- Mister Thin – Una creatura bidimensionale che poteva allungarsi come una striscia di gomma. Aveva quattro gambe e un volto bizzarro.
- Anti-Man – Un supereroe volante con raffiche anti-materiali.
- Dragonfly – Un supereroe alato con vista multi-direzionale.
- Teleman – Un supereroe teletrasportante.
- Zeep la Spugna Vivente – Creato dal futuro artista di fumetti Stephen DeStefano, Zeep comparve successivamente nella serie Hero Hotline di DeStefano e Bob Rozakis. Aveva il potere di rimbalzare.
- Lightmaster – Un supereroe. Non furono dati altri dettagli. Questo personaggio e il successivo in questa lista comparvero in un solo pannello.
- Molecule Man – Un supereroe. Non furono dati altri dettagli.
- Music Master – Un supereroe con una radio che mutava i suoni in energia manipolabile.
- Gladiatore – Un supereroe con una spada il cui potere derivava dalla magia. Questo personaggio non poteva volare.
- White – Un supereroe che emetteva un raggio di energia bianca che era inoffensiva finché non incrociava un raggio simile dalla sua partner, Black.
- Waspman – Un supereroe volante che lanciava "pungiglioni di vespa".
- Vibro il Signore dei Terremoti – Un supereroe con poteri vibrazionali.
- Steadfast – Un supereroe con il potere di immobilizzare qualsiasi cosa si muovesse.
- Gravity Boy – Un supereroe che controllava la gravità.
- Blast Boy – Un supereroe con un pugno esplosivo.
- Electrostatic – Un supereroe maestro di tutte le onde elettromagnetiche.
- Lumino – Un supereroe in grado di creare forme di luce solida.
- Enlarger Man – Un supereroe in grado di ingrandire le cose.
- Brimstone – Un supereroe che poteva volare e controllava la lava.
- Avatar – Maestro dei quattro elementi. Cavalcava Sahri la Tigre Spirito.
- Wind Rider – Un supereroe in grado di volare e controllare l'aria.
- Psi-Fire – Un supereroe che poteva solidificarsi o diventare intangibile con i suoi poteri mentali.
- Oxide – Un supereroe che poteva causare la corrosione dei metalli.
- Ragnarok il Vichingo Cosmico – Un supereroe mistico con super forza e una magica ascia da battaglia. Un fatto da notare fu che questa identità soppresse completamente la personalità di Chris, incluso il fatto che sapesse che Vicki (nelle vesti di Pixie) era un'alleata.
- Captain Saturn – Un supereroe che poteva controllare giganteschi anelli volanti che potevano legare i nemici.
- Moonlight – Un supereroe con il potere di proiettare sia la luce che l'oscurità.
- Mental Man – Un supereroe con gli occhialoni che gli permettevano di proiettare illusioni reali.
- Neon – Un supereroe che lanciava colpi energetici.
- Phase Master –
- Multi-Force – Un supereroe che poteva creare duplicati di ogni oggetto.
- Gemstone – Un supereroe con un corpo cristallino super resistente.
- Hasty Pudding - Un supereroe che non poteva muoversi normalmente. O rimaneva immobile come una roccia o si muoveva come Flash.
- Radar Man – Un supereroe in grado di localizzare le cose e teletrasportarle al loro luogo di appartenenza.
- Stuntmaster – Un supereroe che guidava una motocicletta altamente tecnologica e aveva uno scettro che lanciava raggi d'energia.
- Shadow Master – Un supereroe in grado di creare le ombre.
- Centaurus: Maestro della Vibrazione – Un supereroe con l'abilità di assorbire le vibrazioni e utilizzarle come colpi energetici.
- Deflecto – Un supereroe che poteva creare campi di forza protettivi che avrebbero riflettuto qualsiasi cosa lanciatagli contro.
- Worm Man – Un supereroe mezzo umano e mezzo verme gigante. Poteva scavarsi la strada attraverso la terra a super velocità.
- Spectro – Un supereroe i cui poteri non furono mai mostrati. Lui e i prossimi 3 sono un altro esempio di come alcuni personaggi che qualcuno si prese il disturbo di creare furono abbandonati dopo un solo pannello. Questi furono su un mondo dove il tempo funzionava in modo diverso.
- Airmaster – Un supereroe i cui poteri non furono mai mostrati.
- Sting – Un supereroe i cui poteri non furono mai mostrati.
- Attacko – Un supereroe i cui poteri non furono mai mostrati.
- Galaxy – Un supereroe in grado di teletrasportare sé stesso e gli altri nello spazio e di nuovo sulla Terra. Questo eroe riuscì a scappare da un mondo il cui tempo era alterato.
- Topsy-Turvy – Un supereroe che faceva sentire gli altri straordinariamente disorientati.
- Beast-Maniac – Chris King digitò per scherzo "H-O-R-R-O-R" e divenne una creatura malvagia con super forza e che poteva volare con ali simili a delle braccia. Ci volle Superman per fermarlo, catturarlo e infine cercare di capire cosa era successo al quadrante (tuttavia non trovò alcun meccanismo interno).
- Prism – Un supereroe che poteva assorbire l'energia e quindi riutilizzarla magnetizzata cento volte di più.
- Essence – Un supereroe che poteva risucchiare l'essenza vitale dei suoi nemici con il suo scettro.
- Red Devil –
- Tar-Man –
- Mr. Opposite – Un supereroe in grado di far andare qualsiasi cosa in modo opposto a come fa naturalmente. Vicki digitò C-H-R-I-S nella sua identità e Chris si domandò se il fatto che Vicki fosse il 'sesso opposto' potesse aver influenzato la trasformazione.
- Power Punch –
- Cold Wave –
- Earthman – Un supereroe in grado di manipolare i campi magnetici e gravitazionali della Terra.
- Any-Body – Un supereroe che poteva duplicare le sembianze di ogni altra persona.
- Jimmy Gymnastic – Un supereroe super atletico.
- Trail Blazer – Un supereroe in grado di volare e di rintracciare i criminali, facendo scomparire le loro tracce in una fiammata.
- Roll – Un supereroe super veloce.
- Kinetic Kid –
- Glassman –
- X-Rayder –
- Spheror –
- Fuzz-Ball - Un supereroe con la testa sfocata e le gambe, ma senza braccia. Fu il partner di "Raggedy Doll."
- Trouble-Clef: Maestro della Musica Magica –
- Serrator –
- Synapse the Energy Man –
- Martian Marshall – Una versione Western di Martian Manhunter.
- Rubberneck – Un supereroe allungabile.

### Vicki Grant
- Futura – Una supereroina con i poteri di volo, precognizione, e altri possibili poteri psionici.
- Sunspot – Una supereroina con poteri ad energia solare.
- Ice – Una supereroina con poteri a base di gelo e volo.
- Grasshopper – Una supereroina con abilità di super salto e agilità.
- Twilight: Padrona dell'Oscurità – Una supereroina con poteri ombra.
- Windsong – Una supereroina con l'abilità di controllare i venti.
- Molecule Maiden – Una supereroina con l'abilitò di controllare le molecole.
- Hypno Girl – Una supereroina con abilità ipnotiche. Questa identità non poteva volare, con profondo fastidio di Vicki.
- Midnight Wisp – Una supereroina che era la "ragazza più veloce di Fairfax."
- Strato-Girl: Padrona dei Venti – Una supereroina che poteva controllare i venti.
- Goldgirl – Una supereroina che poteva volare e creare costrutti "d'oro". Fu la partner di Goldman.
- Alchemiss – Una supereroina con il comando dei quattro elementi.
- Dimension Girl – Una supereroina in grado di creare portali verso le altre dimensioni.
- Stellar – Una supereroina in grado di controllare l'aria.
- Ultra Girl – Una bellissima supereroina con super forza.
- Starlet – Un'altraa supereroina con super forza e l'abilità di "individuare il punto debole di un bersaglio".
- Cardinal – Una supereroina telecinetica.
- Ani-Woman – Una supereroina in grado di animare gli oggetti inanimati e di tenerli sotto il suo controllo.
- Thumbelina – Una supereroina in miniatura con la forza della taglia normale.
- Tiara Star – Una supereroina. Non fu data nessun'altra informazione.
- Matter Girl – Una supereroina. Non fu data nessun'altra informazione.
- Echo – Una supereroina con poteri respingi-energia.
- Ariel – Una supereroina volante con poteri energetici.
- Black – Una supereroina che emetteva un raggio di energia nera inoffensiva finché non incrociava un raggio simile del suo partner, White.
- Weather Witch – Una supereroina che controllava il clima.
- Emerald Tiger – Una supereroina con super forza e super velocità.
- Rainbeaux: Padrona dei Colori – Una supereroina che emetteva diversi raggi colorati, ognuno con un potere diverso.
- Hummingbird – Una supereroina in grado di volare e muovere le sue ali a super velocità.
- Hydra: Dea dei Mari – Una supereroina che poteva controllare l'acqua.
- Hyptella – Una supereroina, Maestra dell'Ipnotismo. A differenza delle identità a base ipnotica precedenti di Vicki, Hyptella poteva volare.
- Sonik – Una supereroina con il controllo sul suono.
- Puma the She-Cat – Una supereroina con super agilità.
- Sulphur – Una supereroina che poteva generare una nuvola di zolfo. Non poteva volare e in realtà trasudava acido solforico dai suoi piedi.
- Sparrowhawk – Una supereroina senza ali.
- Kismet: Padrona delle Onde Mentali – Una supereroina che possedeva la chiaroveggenza.
- Padrona delle Piante – Una supereroina in grado di controllare ogni pianta in crescita.
- Sea Mist – Una supereroina in grado di creare vapore.
- Harp – Una supereroina con le ali e un'arpa magica che calmava gli obiettivi.
- Pixie – Una mini-supereroina con la magica "polvere di fata".
- Snowfall – Una supereroina con poteri di ghiaccio.
- Glass Lass – Una supereroina cristallina con la pelle di "vetro" e il potere di amplificare la luce in raggi energetici.
- Unicorn – Una supereroina il cui corno guariva con un tocco.
- Regina di Cuori – Una supereroina con il controllo emotivo.
- Blue Biker – Una supereroina che guidava una bicicletta super potente, ma senza alcun potere. Fingeva di essere Unicorn per testimoniare in tribunale contro Tsunami e Distortionex.
- Weaver – Una supereroina che poteva lanciare ragnatele in diverse forme.
- Frosty – Una supereroina i cui occhi avevano l'iride bianca e la sclera blu. Il suo sguardo congelante poteva infrangere ogni oggetto a comando. La creazione originale (che non comparve mai sulla pagina stampata) incluse anche poteri telepatici e l'abilità di teletrasportarsi per brevi distanze. Frosty fu creata da Ann-Marie Roy (nata Leslie) dalla Scozia.
- Tempest – I 'capelli' sulla sua testa si trasformano in vari tipi di fenomeni climatici.
- Starburst – Una supereroina con poteri di volo e colpi energetici.
- Spinning Jenny – Una supereroina che poteva volare e girare a super velocità, così veloce che avrebbe potuto viaggiare nel tempo.
- Scylla – Una supereroina con una teste di serpente meccaniche con occhi laser attaccate ai lati.
- Sphera – Una supereroina che poteva creare sfere di ogni materiale per una miriade di effetti.
- Blazerina – Una supereroina che poteva danzare e girare per costruire un potere colpo di energia laser.
- Thundera – Una supereroina urlo tonante e occhi laser distruttivi.
- Monarch – Una supereroina che poteva volare grazie ad enormi ali da farfalla.
- Miss Hourglass – Una supereroina con l'abilitò di controllare il tempo.
- Sirocco the Desert Wind –
- Infra-Violet –
- Gossamer – Una supereroina volante che poteva tessere dei bozzoli.
- Fan –
- Visionary – Una supereroina che poteva prevedere secondi nel futuro.
- Spyglass –
- Psi-Clone – Una supereroina con poteri psichici e l'abilità di duplicare le persone.
- Rock – Una supereroina amante del divertimento con super forza.
- Genesis –
- Ms. Muscle –
- Lavender Skywriter – Una supereroina che poteva far comparire gli oggetti scrivendone il nome in aria con una nuvola violetta.
- Turnabout –
- Raggedy Doll – Una bambola di pezza vivente senza abilità di muoversi, e senza poteri. Fu partner di "Fuzzball"
- Venus the Flying Trap –
- "Fish-Girl" (criminale) –
- "Fire Girl" (criminale) –
- "Water Girl" (criminale) –
- "Diamond Girl" (criminale) –
- "Electrical Girl" (criminale) –
- "Machinery Girl" (criminale) –
- Harpy (criminale) –
- Volcano Girl (criminale) –
- Sister Scissor-Limbs – Una criminale con cesoie affilate al posto delle braccia che potevano tagliare la maggior parte dei materiali.
- Cobress (criminale) – Una criminale rettile con sguardo ipnotico.

### Thomas Banker / Dial Man
- Kinovicher –
- Jollo –
- Mangastanga –

### Lori Morning[20]
- Fireball – Una supereroina volante pirocinetica che poteva animare e controllare "palle di fuoco viventi".
- Slipstream – Una supereroina volante con super velocità.
- Dyna-Soar –
- Chiller – Una supereroina con il controllo sul ghiaccio.
- Ink – Una supereroina che sparava "inchiostro" appiccicoso per intrappolare i nemici.
- Galaxy Girl – Una super bambina con poteri cosmici di alta fascia, incluso un "martelli cosmico".
- Blip – Una supereroina teletrasportante.
- Plasma – Una supereroina con poteri energetici.
- Helios –

### Travers Milton
- Star – Un supereroe con poteri simili a quelli di Superman.

### Jerry Feldon (in H.E.R.O.)
- Afterburner – Un supereroe che poteva volare e provvisto di super forza, ma che non era invulnerabile[21][22].
- Jumper – Un supereroe che poteva saltare veramente molto in alto[22].
- Winged Victory – Un supereroe volante[22].
- Demolisher –[22]
- Powerhouse –[22][23]

### Matt Allen (in H.E.R.O.)
- The Protector –

### Andrea Allen (in H.E.R.O.)
- Nocturna –
- Illusia –

### Captain Chaos (in H.E.R.O.)
- Cloud – La forma eroica di Mark.
- Howitzer – La forma eroica di Mark.
- Fusion – La forma eroica di Jay.
- Photon – La forma eroica di Galen.
- Ingot – La forma eroica di Galen.
- Tidal Wave – La forma eroica di Galen.
- Captain Noir – La forma eroica di Craig.
- Blink – La forma eroica di Craig.

### Tony Finch (in H.E.R.O.)
- Slider –
- Stretcher –

### Joe Walker (in H.E.R.O.)
- Shocking Suzi –

### Nelson Jent (in Dial H)
- Boy Chimney – Un gentiluomo scheletrico con riflessi super umani e flessibilità, gas velenoso, manipolazione del fumo, pelle dura come mattoni, chiaroveggenza su base fumosa, e l'abilità di viaggiare nel fumo dei camini.
- Captain Lachrymose – Un emo che traeva una super forza dai ricordi più traumatici delle altre persone, costringendole a rivivere un crollo emotivo.
- Skeet – Un supereroe somigliante ad un fucile da caccia/da tiro al piattello rosso. Poteva riassemblarsi dopo l'esplosione.
- Control-Alt-Delete – Un supereroe a tema informatico in grado di far ripetere gli eventi.
- The Iron Snail – Un commando militare equipaggiato con una potente armatura simile ad un guscio con gradini, armi da fuoco che lanciava sostanze nocive, e un sesto senso.
- The Human Virus – Poteri mai mostrati.
- Shamanticore – Un supereroe che somiglia ad una manticora sciamana umana con un bastone. Poteri non mostrati.
- Pelican Army – Poteri mai mostrati, ma fu accompagnato da uno stormo di pellicani.
- Double Bluff – Poteri mai mostrati.
- Hole Punch – Un supereroe, muscoloso con tre braccia e poteri sconosciuti.
- The Rancid Ninja – Mai mostrato, ma Nelson affermò di voler dimenticare di essersi trasformato in lui.
- Baroness Resin – La prima forma eroica femminile di Nelson Junt. Lanciava una specie di colpo dalle mani che era come resina.
- Cock-a-Hoop - Una strana valigia di pelle di gallo ed un hula hoop che possedeva un pianto sonico e poteva utilizzarli per dare agli altri le vertigini circondandoli.

## Criminali
Coloro che indossarono o portarono il quadrante-H incontrarono numerosi criminali nelle loro avventure:

### Robby Reed
- Organizzazione Thunderbolt –
  - Mr. Thunder – Eric Bolton è il capo dell'Organizzazione Thunderbolt. Divenne poi Moon Man a causa di un incidente chimico che gli diede poteri lunari.
- Daffy il Grande – Daffy Dagan utilizzò una volta il quadrante-H per diventare Daffy il Grande.
- The Clay-Creep Clan – A group oUn gruppo di criminali che potevano stampare i loro corpi flessibili in ogni forma.
- Il Mago della Luce – Dr. Drago è un super criminale che utilizzava armi a base di luce.
- Mummy – Joe Beket è un criminale mummificato che porta con sé la magia antica.
- Professor Nabor – Inventore di un dispositivo a raggio che tramutava temporaneamente le persone in mostri senza cervello.
- Baron Bug – Un super criminale che ingrandiva gli insetti perché eseguissero i suoi ordini. Comparve successivamente in 52 come membro della Science Squad.
- Doctor Cyclops – Un super criminale monocolo con strani poteri visivi. Comparve successivamente in 52 come membro della Science Squad.
- Super-Hood – Un mostruoso androide criminale.
- Dr. Rigoro Mortis – Uno scienziato pazzo creatore di Super-Hood. Comparve successivamente in 52 come membro della Science Squad.
- Cougar Man – Justin Mudd è un gangster che rubò il dispositivo del Professor Morganche portava alla vita le leggende.
- Rainbow Raider – Il Dr. Quin è super criminale che otteneva un potere diverso per ogni colore dell'arcobaleno che assumeva.
- Toymaster – Un super criminale che utilizzava dispositivi giocattolo, o a forma di giocattolo, e trucchi nei suoi crimini.
- Dr. Morhar –
- Jim – Un amico di Robby Reedche fu tramutato in mostri diversi ogni volta che Robby si trasformava in un eroe a causa di un difetto temporaneo nel quadrante-H.
- The Speed Boys – Una gang criminale nota per aver utilizzato veicoli ad alta velocità.
- Shirkon – Un super criminale combattuto da Robby Reed. Le sue battaglie con lui causarono la divisione a metà di Robby Reed, creando Il Mago e Il Maestro.

### Chris King e Vicki Grant
- Flying Buttress – Un guerriero metallico volante da un'altra galassia e servo di G.L.U.N.K.
- G.L.U.N.K. – Shorf del Galactic Logistic Unit for Navigation and Knowledge, è una nave parlante con un raggio congelante.
- Robot Gordaniani – Sentinelle robot inviate sulla Terra per proteggere la tecnologia Gordaniana.
- Silver Fog – Samuel Toth è un super criminale che poteva prendere le sembianze di una sostanza simile alla nebbia. Questo personaggio fu creato da Harlan Ellison.
- Red Death – Uno scienziato maledetto con il tocco disintegrante.
- Thunder Axe – Un criminale che una volta catturò i genitori di Vicki. Portava con sé un'ascia che poteva lanciare e controllare a distanza.
- Sphinx – Un extraterrestre assorbi-energia che emerse nell'epoca moderna dopo essersi schiantata nell'Antico Egitto. Tornò a casa in pace dopo che Vicki e Chris utilizzarono i loro poteri per fornirgli un'astronave.
- Battering Ram – Bruno Hogan fu un mutante ed un ex star del circo che fu licenziato per furto e così giurò vendetta. Possiede corna da montone sulla testa e possedeva super forza.
- Aquarians – Alieni dimoranti nell'acqua intenti a colonizzare la Terra utilizzando tempeste artificiali e un agente terrestre, Destructress.
  - Largo, L'Invincibile – Il più grande guerriero di Aquaria.
- Destructress – Martha Winters è una donna malata mentalmente dotata dagli Aquarians con braccialetti spara-energia.
- Interchange, L'Uomo Metamporfico – Un super criminale con poteri muta forma che una volta minacciò Washington.
- Silversmith – Un super criminale con il potere di intrappolare i suoi nemici nell'argento.
- Blade Master – Un super criminale assunto dall'H.I.V.E. per uccidere il Professor Oxford.
- Gamesmaster – Gary Ames è un super criminale utilizzò armi a tema giocattolo. Fu menzionato per essere stato un ex scagnozzo del Joker.
- Wildebeest – Un bracconiere che venne in America per cacciare in una riserva. Questo Wildebeest non ha nessuna connessione nota con la Wildebeest Society che minacciò i Teen Titans e fu responsabile della creazione di Pantha.
- Bounty Hunter – Un vigilante in costume che tartassava i mafiosi.
- Pupil – Un computer galleggiante che somigliava ad un occhio gigantesco con un cappello da laurea!
- Master – La metà malvagia di Robby Reed fu un antagonista ricorrente di Chris King e Vicki Grant. Fu responsabile della creazione della maggior parte dei criminali affrontati da Chris King e Vicki Grant da campioni di cellule di persone sconosciute. Il Maestro utilizzò una volta il quadrante di Chris King e, a causa della restrizione dell'oggetto di creare solo identità eroiche, per un breve periodo fu il supereroe Grande Giove.
- Mr. Negative – Un uomo il cui comportamento negativo e l'esposizione alle radiazioni faceva sentire coloro intorno a lui tendenze suicide.
- I Malvagi Otto – La squadra di super criminali del Maestro che creò da campioni di cellule di persone sconosciute. Dopo la loro sconfitta e l'esposizione ai cloni, i Malvagi Otto furono messi nelle mani dei Laboratori S.T.A.R. per ulteriori studi e una valutazione psichica nella speranza che potessero essere riabilitati e ritornare alla società come utili cittadini.
  - Chondak – Un mostro blu simile ad una scimmia creata dal Maestro.
  - Ice King – Un super criminale con l'abilità di generare e controllare il ghiaccio.
  - Piledriver – Un super criminale con super forza.
  - Maniak – Un super criminale acrobatico.
  - Phantasm – Un super criminale simile a un fantasma con abilità da fantasma.
  - K-9 – Un super criminale simile a un cane artigli affilati come rasoi.
  - Arsenal – Un super criminale armaturizzato con numerose armi.
  - Familiar – Una super criminale in grado di trasformarsi in ogni sostanza da lei toccata.
- Grockk, il Figlio del Diavolo – Un super criminale che sembra venire dalle profondità dell'Ade.
- Firegirl – Una super criminale creata da Grock. Non era veramente malvagia e si sacrificò per fermare Grockk.
- Sky Raider – Un ladro volante che rubò una Rembrandt al padre di Vicki. Utilizzò un jet pack per volare.
- Crimson Star – Un super criminale creato dal Maestro. I suoi poteri derivavano dalle stelle.
- Radiator – Un super criminale creato dal Maestro. La sua tuta conteneva differenti raggi radioattivi.
- Snakeman – Il Professor Charles Ralston è uno scienziato che fu trasformato in un gigantesco serpente dopo essersi tagliato con i frammenti di una fiala rotta.
- Jinx – Un super criminale con i poteri di iettatore. Fu creato dal Maestro.
- Cancero – Un super criminale acquatico con un'armatura simile al guscio di un granchio.
- Jelly Woman – Una strana super criminale con il corpo composto di sostanze gelatinose.
- Belladonna – Angela Wainwright era una chimica trasformata in criminale che portava con sé sostanze velenose in forma di armi.
- Tsunami – Una super criminale che poteva creare onde distruttive simili agli tsunami. Fu una serva del Maestro e fu partner di Distortionex per creare situazioni disastrose mentre lui derubava negli uffici deserti.
- Distortionex – Un super criminale con il potere di disintegrare la materia. Fu un servo del Maestro e fu partner di Tsunami per creare situazioni disastrose mentre lui derubava uffici deserti.
- Controller – Un'intelligenza artificiale creata dalla Marionetta per assisterla nell'operazione sul suo corpo d'androide. Il Controller divenne matto e direzionò la Marionetta per commettere atti criminali.
- Marionetta – Un alieno che piazzò la sua mente in un corpo androide controllato dalle "corde da marionetta" del Controller.
- Abisso – Un portale vivente tra i mondi. In The New 52, Abisso ritornò come avversario di Nelson Jent.
  - Squid – Un alieno che poteva lanciare 'inchiostro' velenoso dai suoi polpastrelli. Fu l'alleato/servo di Abisso, che o trasportò sulla Terra dal suo mondo natale. In The New 52, ritornò come nemico di Nelson Jent.
- Blackjack – Un criminale da un altro pianeta che utilizzò oggetti simili a quelli dei casinò contro i suoi nemici.
- Serpent –
- Senses-Taker – Un super criminale con il potere di negare i sensi.
- Disc Jockey – Un super criminale che volava su un registratore volante e poteva costringere ogni dispositivo che produceva suoni a mandare in onda le sue trasmissioni.
- Whitefire – Un super criminale che poteva trasportare qualunque cosa nella sua dimensione scambiandola con qualcosa della sua.
- Naiad – Diana Lyon è una super criminale con poteri a base d'acqua.
- Marauder – Un super criminale che il Maestro utilizzò per fare evadere Naiad di prigione.
- Blade – Uno degli scagnozzi del Maestro. È un super criminale che portava con sé una gamma di armi da taglio.
- Kaleidoscope – Una degli scagnozzi del Maestro. Fu una super criminale che poteva creare allucinazioni e illusioni attraverso un display di luce reminiscente un caleidoscopio.
- Chain Master – Uno degli scagnozzi del Maestro. È un super criminale che portava una palla e una catena.
- Silhouette – Una degli scagnozzi del Maestro. È una super criminale che poteva assorbire le sue vittime in nella sua "scatola ombra" mentre trasformava le loro ombre in duplicati sotto il suo controllo. I suoi duplicati non potevano essere rilevati dato che non avevano delle ombre proprie.
- Firecracker – Un super criminale che utilizzava petardi esplosivi.
- Windrider – Un super criminale volante.
- Istanbul Frankie Perkins – Un criminale da nulla che Silhouette (utilizzando un duplicato del Detective Greg King) tentò di incastrare per furto.
- Coil – Un super criminale che una volta rapì il Detective Greg King. Possedeva l'abilità di estendere e comprimere il suo corpo come una molla.
- Firedevil – Un super criminale demoniaco con poteri di fuoco. Fu creato dal Maestro.
- Pod – Uno degli scagnozzi del Maestro. È una creatura provvista di tentacoli e simile a una pianta creata dal Maestro.
- Golden Web – Uno degli scagnozzi del Maestro. È un super criminale basato su un ragno che lanciava ragnatele dorate.
- Swarm – Una degli scagnozzi del Maestro. È una donna simile ad un insettoide volante che poteva dividersi in duplicati simili ad insetti provvisti di pungiglioni collegati ad un'unica mente.
- Power Pirate – Uno degli scagnozzi del Maestro. È un super criminale che poteva prosciugare i poteri degli altri. Tuttavia, se gli obiettivi si concentrassero sulle loro debolezze più che sulle loro forze, avrebbe assorbito le debolezze.
- Armata di Super criminali senza nome del Maestro – Una manciata di super criminali creati dal Maestro da campioni di cellule di persone sconosciute. DOpo la loro sconfitta e l'esposizione ai cloni, questi super criminali furono messi nelle mani dei Laboratori S.T.A.R. per ulteriori studi e valutazioni psichiche nella speranza che potessero riabilitarsi e ridiventare cittadini utili alla società.
  - Aurora – Una super criminale che poteva proiettare le auree di diversi colori dal suo corpo e solidificarli in armi. Fu creata dal Maestro dai campioni di cellule di persone sconosciute.
  - Hitpin – Una super criminale che lanciava oggetti pesanti simili a dei birilli.
  - Decibel – Una super criminale che possedeva l'urlo sonico.
  - Electron – Un super criminale che poteva generare l'elettricità.
  - Overseer – Una super criminale in un costume in stile dominante che portava una catena energetica.
  - Metalliferro – Un super criminale che poteva coprire le sue vittime con sostanze metalliche di sua scelta.
  - Darkstar – Un super criminale con abilità di proiezione di energie non specificate.
  - Spyderr – Un super criminale con sei braccia super forti.
  - Titaness –Una super criminale con l'abilità di alterazione dell'altezza.
  - Solar Dynamo – Un super criminale con abilità di proiezione di energie non specificate (presumibilmente a base di sole).
  - Trojan – Un super criminale con abilità di proiezione di energie non specificate.
  - Blue Damsel Fly – Un super criminale insettoide volante che poteva lanciare colpi energetici dalle sue mani. Fu creato dal Maestro da alcuni campioni di cellule di persone sconosciute.
  - Serpentina – Una super criminale con sguardo pietrificante.
  - Cableman – Un super criminale che poteva rilasciare un cavo aggrovigliato dalla sua mano destra.

### Nelson Jent
- Ex Nihilo – Una criminale capo di una gang che fece sperimentare il coma alle sue vittime. La sua vera identità è la Dr. Wald che lavorò come neurologa di Darren Hirsch.
  - Vernon Boyne – Un signore della droga che lavorava per Ex Nihilo.
- Squid – Un ex avversario di Chris King e Vicki Grant. È in grado di creare un vasto assortimento di "inchiostri" chimici dai suoi polpastrelli.
- Abisso – Un portale vivente tra i mondi e un ex avversario di Chris King e Vicki Grant.

## In altri media
Una versione alternativa di Robby Reed e di Dial H for Hero fu utilizzata in Teen Titans Go! n. 52. Questa versione del personaggio traeva inconsapevolmente il suo potere da altri eroi a lui vicini. Come risultato per aver scoperto la fonte dei suoi poteri, Robby abbandonò il suo quadrante e si offrì per il programma di addestramento dei nuovi Teen Titans di Cyborg. Le sue identità in questo numero furono Changeling (poteri di Beast Boy), Lagoon Boy (poteri di Aqualad), Jesse Quick (poteri di Kid Flash), Power Boy (poteri di Wonder Girl), e il Protettore (poteri di Robin). In Teen Titans Go! n. 55, Robby Reed ritornò durante un incubo avuto da Cyborg (causato dal criminale Phobia). Nel sogno, dopo che il suo quadrante gli fu portato via, si unì al programma dei "New Teen Titans" sotto la guida del Protettore.

## Nella cultura di massa
- Dial B for Blog è un popolare e grande blog sui fumetti diretto da Kirk Kimball, che lo dirige sotto lo pseudonimo di Robby Reed.
- "Dial M for Monkey" fu una puntata della serie animata Il laboratorio di Dexter in cui la scimmia del laboratorio di Dexter diveniva il supereroe Monkey quando si trovava nei guai.
- Nel gioco di carte scambiabili Yu-Gi-Oh!, esiste un mazzo di carte che rendono omaggio al fumetto: H-Heated Heart (H - Ho il cuore in fiamme), E-Emergency Call (E - Emergenza), R-Righteous Justice (R - Retta Giustizia), O-Oversoul (O - Oltre l'anima). La carta HERO Flash utilizza queste quattro carte per evocare un mostro "Eroe Elementale" dal proprio deck.
- Nel fumetto Simpsons Super Spectacular n. 12, esiste una storia chiamata "Dial M for Milhouse", parodia di Dial H for Hero. In questa storia, Houseboy ottiene un telefono che gli permette di trasformarsi in numerosi supereroi, ma cominciò a soffrire di pazzia dovuta al suo potere e Bartman cercò di fermarlo. Le identità da lui assunte includono Flasherdasher, Electroshcok, Capybara Man, the Falconator, Campfire Kid, Batboy, Rubber Lad e Forkupine.
- Molto probabilmente è ispirato al fumetto l'Omnitrix, lo strumento "protagonista" del franchise Ben 10 che permette di tramutarsi in numerosi extraterrestri diversi, con i relativi poteri. Peraltro, lo script originale del cartone prevedeva che il detentore dell'Omnitrix si trasformasse non in extraterrestri ma in umani con superpoteri.